# Epidendrum mantis-religiosae
Epidendrum mantis-religiosae là một loài thực vật có hoa trong họ Lan. Loài này được Hágsater mô tả khoa học đầu tiên năm 1988.